# Mirjam Dular
Mirjam Dular [mírjam dúlar], rojena Galičič [galíčič], slovenska astronomka, prevajalka, pesnica in pisateljica, * 8. december 1967, Kranj.

## Življenje in delo
Mirjam Dular je po zaključenem šolanju (1986) na Gimnaziji Kranj (tedaj Srednja šola pedagoške, računalniške in naravoslovno-matematične usmeritve Kranj) leta 1991 diplomirala na Oddelku za fiziko tedanje Fakultete za naravoslovje in tehnologijo (FNT) Univerze v Ljubljani. Po diplomi se je zaposlila na FNT kot mlada raziskovalka. Leta 1999 je na Oddelku za fiziko Fakultete za matematiko in fiziko (FMF) Univerze v Ljubljani pri profesorju Andreju Čadežu doktorirala z disertacijo o prosti precesiji pulzarja v meglici Rakovici.
Je alumna Mednarodne vesoljske univerze (ISU). Njena delovna področja vključujejo astronomijo, naravovarstvo in leposlovno ustvarjanje. Objavila je več besedil s področja astronomije in astrofizike ter prevajala in opravljala strokovne preglede prevedenih del. Članke je objavljala v revijah Presek, Življenje in tehnika ter Spika. Je avtorica več strokovnih člankov in knjig, med drugim je napisala monografijo Nebo, premazano z zvezdami, ki vsebuje dobrih sto odgovorov o vesolju in astronomiji. Iz angleščine je prevedla mnoga dela s področja naravoslovja in astrofizike, vključno z uspešnico Billa Brysona Kratka zgodovina skoraj vsega (A Short History of Nearly Everything) in več knjig Stephena Hawkinga.
V zadnjih letih deluje na področju leposlovja. Doslej je izdala štiri pesniške zbirke, dve zbirki kratke proze in roman z naslovom Hoja po oblakih.

## Izbrana bibliografija
- ——— (1991). Merjenje frekvence pulzarja PSR0531+21 (diplomsko delo). Oddelek za fiziko, FNT, Univerza v Ljubljani. COBISS 916580.
- ——— (1995). Opazovanje spreminjanja optičnega izseva pulzarja PSR0531+21 na krakih časovnih skalah (magistrsko delo). Oddelek za fiziko, FMF, Univerza v Ljubljani. COBISS 974948.
- ——— (1999). Opazovanje modulacije optičnih pulzov pulzarja PSR0531+21 na minutnih časovnih slikah (doktorska disertacija). Oddelek za fiziko, FMF, Univerza v Ljubljani. COBISS 974180.

### Strokovni članki – astronomija
- Čadež, Andrej; ——— (Februar 1996), »Are the pulses of the Crab pulsar modulated?«, Astronomy & astrophysics, 306: 443–448, Bibcode:1996A&A...306..443C, COBISS 27265, ISSN 0004-6361
- Čadež, Andrej; ———; Calvani, Massimo (1997), »Do we see free precessing pulsars?«, Astronomy & astrophysics, 324: 1005–1009, COBISS 85889, ISSN 0004-6361
- Čadež, Andrej; Vidrih, Simon; ———; Carramiñana, Alberto (2001), »Crab pulsar photometry and the signature of free precission«, Astronomy & astrophysics, 366 (3): 930–934, COBISS 1299044, ISSN 0004-6361
- ———; Čadež, Andrej (1997). Photometric observations of small-amplitude variations in Crab pulsar light-curve on short time-scales. The interaction of stars with their environment : proceedings of the workshop and spring school held at Visegrád, Hungary, 23-25 May 1996. Communications from the Konkoly observatory of the Hungarian academy of sciences ; No. 100 (Vol. 12, part 2). Univerza Eőtvősa Loránda, Observatorij Konkoly. str. 425–429. COBISS 174721. ISBN 963-8361-37-9.

### Strokovne recenzije
- Roy, Archie, ur. (1999), Oxfordova ilustrirana enciklopedija astronomije, Ljubljana: DZS, COBISS 99416064, ISBN 86-341-1381-7

### Knjige s področja astronomije
- ——— (2003), Nebo, premazano z zvezdami : več kot sto odgovorov o vesolju in astronomiji, Tržič: Učila, COBISS 110620160, ISBN 961-233-370-X
- Karalič, Aram; ———; Jejčič, Sonja (2000), Nekaj astronomskih tem, Ljubljana: Zveza za tehnično kulturo Slovenije za AD Javornik, COBISS 109899008, ISBN 961-6243-22-5

### Poljudnoznanstveni članki
- ——— (1993). »Pulzarji«. Spika. Zv. 1, št. 2. str. 66–70. COBISS 71218432. ISSN 1318-0541.
- ——— (1994). »Gravitacijske leče«. Spika. Zv. 2, št. 5. str. 200–205. COBISS 25473. ISSN 1318-0541.
- ——— (1996). »Kaj bo videl komet Hyakutake, ko bo naslednjič prišel naokoli?«. Presek. Zv. 23, št. 6. str. 326–329. COBISS 9721433. ISSN 0351-6652.
- ——— (1996). »Odkritje rjavih pritlikavk«. Presek. Zv. 24, št. 1. str. 2–4. COBISS 7268697.
- ——— (1996). »Iskanje izvenzemeljskih civilizacij in bakterije z Marsa«. Presek. Zv. 24, št. 2. str. 65–69. COBISS 7271769.
- ——— (1997). »Kaj je doslej odkrilo vesoljsko plovilo Galileo?«. Presek. Zv. 24, št. 4. str. 202–205. COBISS 7277401.
- ——— (1997). »Planeti okrog drugih sonc«. Presek. Zv. 25, št. 1. str. 34–38. COBISS 7466585.
- ——— (1997). »O meglici Rakovici«. Presek. Zv. 25, št. 3. str. 146–152. COBISS 7864921.
- ——— (1998). »Meglica in pulzar«. Presek. Zv. 25, št. 4. str. 202–209. COBISS 7924057.
- ——— (1998). »O nam najbližji zvezdi« (PDF). Presek. Zv. 26, št. 2. str. 142–145. COBISS 8386137.
- Sega, Ronald; ——— (1994), »Ko pride v Slovenijo astronavt«, Spika, 2 (12): 530–533, COBISS 71343360, ISSN 1318-0541

### Prevodi
- Bryson, Bill (2005), Kratka zgodovina skoraj vsega, Esenca, Ljubljana: Mladinska knjiga, COBISS 221775872, ISBN 86-11-17127-6
- Couper, Heather; Henbest, Nigel (1997), Veliki pok, Tržič: Učila, COBISS 66748928, ISBN 961-233-086-7
- Hawking, Stephen (1994), Črne luknje in otroška vesolja ter drugi eseji, Knjižnica Sigma, zv. 54, Ljubljana: Društvo matematikov, fizikov in astronomov Slovenije, COBISS 40276224, ISBN 961-212-027-7, ISSN 1408-1547
- Hawking, Stephen (2002), Vesolje v orehovi lupini, Tržič: Učila International, COBISS 115846144, ISBN 961-233-444-7
- Redfern, Martin (1999), Najlepša knjiga o vesolju, Tržič: Učila, COBISS 99685376, ISBN 961-233-251-7
- Tola, José (2004), Šolski astronomski atlas, Ljubljana: Tehniška založba Slovenije, COBISS 128442624, ISBN 86-365-0506-2

### Članki s področja organizacije v javni upravi in varstva narave
- ———; Krajčič, Darij (2012). Informacijska podpora poslovnim odločitvam na zavodu RS za varstvo narave. Ustvarimo nove rešitve! : zbornik prispevkov. str. 10. COBISS 3567304.
- ———; Krajčič, Darij (2006). Managing a partially EC funded project. ICEC and IPMA Global Congress on Project Management. Ljubljana: ZPM Slovensko združenje za projektni management, Book of abstracts and congress programme. str. OPM-41. COBISS 1691558.
- ———; Krajčič, Darij (2010). »Kako meriti učinkovitost javnemu sektorju«. Manager : revija za podjetne. Št. 10. str. 55–57. COBISS 3023782. ISSN 0353-8079.
- Turk, Robert; ———; Tomažič, Mojca (2011). »Ali naravo varujemo odgovorno?«. Varstvo narave. Zv. 25, št. 25. str. 21–38. COBISS 3289766. ISSN 0506-4252.
- Hudoklin, Andrej; ———; Bogovič, Boris (2011). »Ekocelice kot orodje ohranjanja ugodnega stanja v nižinskem gozdu Dobrava = Ecocells as a tool for the retention of the favourable conservation status of Dobrava lowland forest«. Varstvo narave. Zv. 25, št. 25. str. 87–106. COBISS 3290534. ISSN 0506-4252.
- Gregori, Marija; Šilc, Urban; Slameršek, Andreja; Kramberger, Branko; ——— (2013), Izvedba poizkusa s predlaganimi metodami ter načrt in izvedba revitalizacije planine Korošica : elaborat : projekt Alpa (elaborat, študija), Strahinj: Biotehniški center Naklo, COBISS 1024447850
- ——— (2017). »Narava v družbi« (PDF). Varstvo narave. Zv. 30. str. 43–65. ISSN 0506-4252. Arhivirano iz prvotnega spletišča (PDF) dne 17. februarja 2018. Pridobljeno 16. februarja 2018.

## Leposlovna dela
- ——— (2018), Milina pogovora, Ljubljana: samozaložba, COBISS 296424704, ISBN 978-961-288-716-2
- ——— (2020), Stikanja, Kranj: Layerjeva hiša, COBISS 27719683, ISBN 978-961-94731-2-2
- ——— (2021), SND – Spoznavanje narave in družbe, Kranj: Layerjeva hiša, COBISS 7298995, ISBN 978-961-94731-6-0
- ——— (2022), Lirika, Kranj: Layerjeva hiša, COBISS 99655171, ISBN 978-961-94731-8-4
- ——— (2024a), Hoja po oblakih, Maribor: Litera, COBISS 200077059, ISBN 978-961-96539-7-5
- ——— (2024b), Lahkotnost molka, urok tišine : kratka proza, Brežice: Primus, COBISS 202299907, ISBN 978-961-7224-16-0
- ——— (2024c), Biotija : Niagara gibko padajočih besed : četrta zbirka fotoverzov, Ljubljana: Hirondelle, COBISS 220536323, ISBN 978-961-96692-4-2